# Macrocosmos (Star Trek: Voyager)
"Macrocosmos" (títol original en anglès "Macrocosm") és el dotzè episodi de la tercera temporada i el 54è del total de la sèrie de televisió de ciència-ficció estatunidenca Star Trek: Voyager. Va ser dirigit per Alexander Singer amb un guió de Brannon Braga. Fou emès a la televisió l’11 de desembre de 1996 a la cadena UPN. Va rebre una qualificació Nielsen de 4,9 punts, que és una mesura de quantes llars televisives probablement van veure aquest programa.
Ambientada al segle XXIV, la sèrie segueix les aventures de la tripulació de la Flota Estel·lar i els Maquis de la nau estel·lar USS Voyager després de quedar encallats al Quadrant Delta a desenes de milers d’anys llum de distància de la resta de la Federació. Aquest episodi se centra en una infecció alienígena que s'estén a bord de l'USS Voyager, i en els esforços de Janeway i el Doctor per combatre-la. L'episodi té un fort element d'acció i aventura, ja que Janeway ha de lluitar contra els extraterrestres.
El títol pren prestat el terme filosòfic macrocosmos, definible com un món més gran que reflecteix el que existeix en un món en miniatura, o microcosmos.
També és l'últim episodi de Star Trek: Voyager que s'emet abans de la introducció del nou uniforme de la Flota Estel·lar d'estil cinematogràfic de Star Trek: First Contact a l'episodi de Star Trek: Deep Space Nine, "Rapture".

## Argument
La capitana Janeway i Neelix tornen a la Voyager després de completar una missió comercial amb la raça Tak Tak, però troben la nau a la deriva sense signes de vida però sense danys aparents. A bord, investiguen la nau buida quan Neelix és ruixat amb un líquid mucilaginós per una criatura invisible, deixant-lo dèbil i feble. Quan Janeway va a buscar subministraments mèdics, Neelix és segrestat per una forma de vida desconeguda. Es dirigeix al pont per enviar un senyal de socors i avaluar la situació, però la pica una criatura voladora semblant a un insecte mentre hi és. Localitza la tripulació inconscient al menjador, amb estranys creixements al coll que permeten que més criatures insectes surtin. És atacada per una versió de mida humana dels insectes, però aconsegueix arribar a la infermeria.
Allà, Janeway troba el Doctor esperant. El Doctor explica que mentre ella i Neelix eren fora, van respondre a una senyal de socors en una colònia minera Garan propera que va informar d'una infecció viral greu. El Doctor, en ser un holograma, s'havia transportat sol creient que el virus no l'afectaria. Després de descobrir que el virus era un macrovirus, capaç de reproduir-se a gran escala, el Doctor va proporcionar el tractament mèdic necessari i es va teletransportar, sense saber que alguns dels macrovirus també havien estat portats a bord. El virus va infectar els paquets de gel bioneural de la nau i, aviat, la resta de la tripulació, utilitzant-los per reproduir-se. El Doctor afirma que el macrovirus detecta qualsevol camp bioelèctric, cosa que l'obliga a quedar-se a la infermeria per evitar ser atacat. El Doctor tracta la Janeway i li proporciona un gas antiviral que es distribuirà pels sistemes ambientals de la nau. Els dos escapen als tubs Jefferies quan el virus comença a atacar les portes de la infermeria.
Se separen per donar a Janeway més oportunitats d'arribar als controls, i el Doctor aviat es veu superat pel macrovirus. Mentre Janeway corre pels controls, la "Voyager" és atacada pels Tak Tak, que responen a la senyals de socors, però creuen que la nau està contaminada i estan preparats per destruir-la. La Janeway arriba a una holocoberta i crea una simulació amb nombroses persones simulades: signatures bioelèctriques que atrauen el macrovirus a l'holocobierta. Un cop tots són a dins, els atrapa i allibera l'antiviral, matant el virus. És capaç d'avisar els Tak Tak a temps. El Doctor aconsegueix restaurar la resta de la tripulació i comparteix la fórmula antiviral amb els Tak Tak abans que continuïn el seu camí.

## Actors convidats
- Michael Fiske - Miner
- Albie Selznick - Comerciant Tak Tak

## Recepció
El 2018, TheGamer va classificar aquest com un dels 25 episodis més esgarrifosos de totes les sèries Star Trek. Van destacar aquest episodi per representar virus extremadament grans, tot i que el van trobar repugnant i esgarrifós, sobretot quan les parts del cos humà infectades esclaten amb eixams de virus semblants a mosques.
El 2019, Screen Rant va declararar "Macrocosmos" com un dels cinc millors moments de la capitana Janeway. L'anomenen un episodi "angoixant", i assenyalen com Janeway ha de lluitar per recuperar la seva nau contra la presència alienígena. Assenyalen que aquest episodi presenta una mena de virus semblant a un insecte que es propaga a la nau espacial.
El 2020, Gizmodo va representar "Macrocosmos" com una manera perquè Star Trek "fes Alien amb un pressupost UPN" i va comparar la Janeway d'aquest episodi amb Ellen Ripley.

## Llançament en mitjans domèstics
Aquest episodi es va publicar en DVD el 6 de juliol de 2004 com a part de Star Trek Voyager: Complete Third Season, amb àudio Dolby 5.1 surround.El DVD de la temporada 3 es va publicar al Regne Unit el 6 de setembre de 2004.
El 2017, la sèrie de televisió completa Star Trek: Voyager es va publicar en un caixa recopilatòria de DVD, que la va incloure com a part dels discs de la temporada 3.